# 스테이플스
스테이플스(Staples, Inc.)는 세계에서 가장 큰 사무용품 유통 업체이다.
전 세계(미국, 캐나다, 벨기에, 독일, 포르투갈, 네덜란드, 스페인, 스웨덴, 영국, 인도)에 1,962개의 매장을 소유하고 있다. 스테이플스 매장에서는 주로 사무용품(필기구, 디지털 기기, 사무용 가구 등)을 판매하고 있다. 첫 매장은 1986년 매사추세츠주 브라이튼(Brighton)에 열었고 본사는 매사추세츠주 프래밍햄에 있다.

## 같이 보기
- 스테이플스 센터